# Campeonato Sul-Americano de Futebol de Salão de 1998
O Campeonato Sul-Americano de Futebol de Salão de 1998 foi a 12ª e última edição do Campeonato Sul-Americano de Futebol de Salão entre seleções nacionais, organizado pela Confederação Sul-Americana de Futebol de Salão e PANAFUTSAL. Todos os jogos foram disputados na cidade de Cuenca, Equador. 
O Paraguai sagrou-se campeão batendo a Colômbia na final.

## Premiação
| Campeonato Sul-Americano de Futebol de Salão de 1998 |
| ---------------------------------------------------- |
| Paraguai 3º Título                                   |